# Autukia (Beru)
Autukia (auch: Autokia) ist ein kleiner Ort mit einer Landfläche von 0,71 km² auf der zu Kiribati gehörenden Insel Beru im südlichen Teil des Archipels der Gilbertinseln im Zentralpazifik. Im Jahr 2020 hatte der Ort 189 Einwohner.

## Geographie
Autukia ist die nördlichste Siedlung des langgezogenen Atolls Beru und liegt an dessen Lagune. Im Süden schließt sich der Ort Tabiang an. Der Flugplatz Beru im südöstlichen Teil der Insel liegt etwa 9 km entfernt.

### Bevölkerungsentwicklung
| Zensus  | 2005 | 2010  | 2015  | 2020  |
| ------- | ---- | ----- | ----- | ----- |
| Autukia | 204  | 188 ▼ | 181 ▼ | 189 ▲ |